# Emilia Bernal
Emilia Bernal Agüero (Nuevitas, 8 de mayo de 1884-20 de diciembre de 1964) fue una poetisa cubana, que también cultivó otros géneros como el ensayo, la traducción y la novela autobiográfica.

## Vida
Nació y se crio en Nuevitas (provincia de Camagüey), donde su madre era maestra. A raíz de la guerra de 1895 la familia emigró brevemente a Santo Domingo, pero pronto regresó a Cuba, donde pasaron a vivir en La Habana. Allí comenzó a darse a conocer colaborando con diversos periódico. Pasó la mayor parte de su vida en el extranjero, viajando por América y Europa. En España, pasó por la Residencia de Estudiantes y viajó hasta Granada donde conoció a Manuel de Falla. Tuvo una relación con el mallorquín Llorenç Villalonga, a quien inspiró obras que reflejaban las diferencias de edad y de formación entre ambos escritores.
La Fundación que lleva su nombre otorga anualmente el «Premio literario Emilia Bernal».

## Obra
- Alma errante (1916)
- ¡Cómo los pájaros! (1922)
- Poesías inéditas (1922)
- Layka Froyka; el romance de cuando yo era niña (novela autobiográfica, 1925, 1931)
- Vida (poesía, 1925)
- Cuestiones cubanas (prosa, 1928)
- Exaltación (1928)
- Martí por sí mismo (prosa, 1934)
- Negro (poesía, 1934)
- América (1937)
- Ensayo sobre el problema de la raza negra en Cuba (prosa, 1937)
- Sentido (prosa, 1937)
- Sonetos (1937)
- Mallorca (prosa y verso, 1938)